# Seznam admiralov Jugoslovanske vojne mornarice
Seznam admiralov Jugoslovanske vojne mornarice.

## A
- Nikola Aračić (rezervni viceadmiral)

## B
- Juraj Bonači
- Andrija Božanić
- Stanislav Brovet

## Č
- Josip Černi

## G
- Josip Grubelić

## J
- Mate Jerković
- Miodrag Jokić

## K
- Pavle Kapičić
- Ante Kronja

## L
- Sveto Letica

## M
- Branko Mamula
- Mladen Marušić
- Benko Matulić

## N
- Momčilo Novković

## P
- Stanko Parmač
- Bogdan Pecotić
- Marjan Pogačnik
- Ivo Purišić

## R
- Branimir Radelić
- Ivan Randić
- Franjo Rustja

## S
- Kuzman Smileski

## Š
- Drago Štok (1929-2004)
- Petar Šimić (1932-90)

## T
- Dušan Tadin
- Janez Tomšič
- Ljubo Truta

## Ž
- Stevan Žutić
- Josip Žužul